# Liste der größten Meeresbuchten in Brasilien
Die Liste der größten Meeresbuchten in Brasilien verzeichnet die Meeresbuchten Brasiliens am Atlantischen Ozean.
Richtwert für die Liste sollte eine Fläche ab 100 km2 sein. Die größten Buchten sind: Baía de São Marcos mit 2025 km2 im Bundesstaat Maranhão, Baía de Todos os Santos, im Deutschen bekannt als Allerheiligenbucht, mit 1233 km2 im Bundesstaat Bahia und die Baía de Paranaguá mit 612 km2 im Bundesstaat Paraná. Die Baía de Guanabara von Rio de Janeiro hat eine Fläche von rund 383 km2.

## Meeresbuchten
| Name                                |                                                                  | Bundesstaat                              | Anmerkungen |
| ----------------------------------- | ---------------------------------------------------------------- | ---------------------------------------- | --- |
| Allerheiligenbucht                  | Satellitenbild Salvador da Bahia und die Baía de Todos os Santos | Bahia                                    | Fläche: 1233 km2, Durchschnittstiefe 9,8 m. Hauptzuflüsse in die Bucht sind Rio Jaguaripe, Rio Paraguaçu und Rio Subaé. Seit dem 1. November 1501 gehört die Bucht zu den ältesten Siedlungsgebieten der europäischen Kolonisation in Brasilien, das Binnenland um die Bucht herum, das Recôncavo baiano ist durch afrobrasilianische Kultur geprägt. Größte Inseln sind die Ilha dos Frades, Ilha da Maré und Ilha Cajaiba. Unterbuchten sind: Baía de Aratu im nördlichen Teil, Fläche: 24,5 km2 Baía do Iguape im westlichen Teil, Fläche: 76,1 km2 |
| Baía de Babitonga                   |                                                                  | Santa Catarina                           | Fläche: zirka 160 km2 Die Bucht ist T-förmig. Die Mangrovenwälder südlich der Stadt Joinville und die Fauna stehen unter Naturschutz. |
| Baía de Camamu                      |                                                                  | Bahia                                    | -13.876666666667 -38.998055555556 |
| Baía das Canárias                   |                                                                  | Piauí                                    | |
| Baía do Capim                       |                                                                  | Maranhão                                 | |
| Baía do Cararé                      |                                                                  | Maranhão                                 | |
| Baía do Cumã                        |                                                                  | Maranhão                                 | |
| Baía dos Golfinhos                  |                                                                  | Pernambuco (Fernando de Noronha)         | Breite: rund 1,2 km, Tiefe: bis 300 m. Bekannt für Spinnerdelfine. Streng geschützter Zugang. |
| Baía do Guajará                     |                                                                  | Pará                                     | |
| Guanabara-Bucht (Baía de Guanabara) | Satellitenbild der Baía de Guanabara                             | Rio de Janeiro                           | Fläche: 381 km2, Tiefe: bis 50 m. Die ehemals umfangreichen Mangrovenwälder sind auf rund 65 km2 in Naturschutzgebieten reduziert. Rund 70 % der Abwässer der über 10 Millionen Anrainer insbesondere aus Rio de Janeiro fließen ungeklärt in die Bucht. Internationale Bemühungen anlässlich der Olympischen Sommerspiele 2016, die Umweltbedingungen zu verbessern, zeigen bisher keinen Erfolg. Größte der rund 130 Inseln und Inselchen ist die Ilha do Governador, auf der an die 450.000 Menschen leben; beliebt ist auch die Ilha de Paquetá. |
| Baía de Guaratuba                   |                                                                  | Paraná                                   | |
| Baía da Ilha Grande                 | Blick vom Festland auf die Ilha Grande                           | Rio de Janeiro                           | Größte der Inseln ist die Ilha Grande. |
| Baía do Iriri Mirim                 |                                                                  | Maranhão                                 | |
| Baía das Laranjeiras                |                                                                  | Paraná                                   | |
| Baía dos Lençóis                    |                                                                  | Maranhão                                 | |
| Baía do Mangunça                    |                                                                  | Maranhão                                 | |
| Baía do Maracaçume                  |                                                                  | Maranhão                                 | |
| Baía da Mutuoca                     |                                                                  | Maranhão                                 | |
| Baía Norte                          |                                                                  | Santa Catarina, (Ilha de Santa Catarina) | |
| Baía de Paranaguá                   |                                                                  | Paraná                                   | |
| Baía do Pontal                      |                                                                  | Bahia                                    | |
| Baía dos Porcos (Schweinebucht)     |                                                                  | Pernambuco (Fernando de Noronha)         | |
| Baía do Sancho                      |                                                                  | Pernambuco (Fernando de Noronha)         | |
| Baía de Santo Antônio               |                                                                  | Pernambuco (Fernando de Noronha)         | |
| Baía de São José                    |                                                                  | Maranhão                                 | |
| Baía de São Marcos                  |                                                                  | Maranhão                                 | Fläche: 2025 km2 |
| Baía de Sepetiba                    | Ilha da Madeira in der Baia de Sepetiba                          | Rio de Janeiro                           | Entstehung: vor 3500 Jahren; Fläche: 520 km²; Umfang 170,5 km; größte Breite Nord/Süd 12,5 km, West/Ost 25 km; Volumen: 3,5 × 109 m³; die Binnenküste umfasst 55 Strände; der südliche, zum Atlantischen Ozean gewandte, Teil wird durch einen Isthmus mit der Restinga de Marambaia verbunden, der westliche Abschluss wird durch eine Inselkette gebildet, insgesamt liegen in der Sepetiba 49 Inseln und Inselchen, die bedeutendsten sind: Itacurussá, Madeira, Jaguanum, Guaíba, Furtada, Martins, Cutiatá-Acú, Vigia Grande, Bonita, Saracura und Jardins. Die Sepetiba-Bucht ist Teil der rund 2711 km² umfassenden Umweltregion Macrorregião Ambiental 2. |
| Baía Sueste                         |                                                                  | Pernambuco (Fernando de Noronha)         | |
| Baía Sul                            |                                                                  | Santa Catarina, (Ilha de Santa Catarina) | |
| Baía do Tromaí                      |                                                                  | Maranhão                                 | |
| Baía de Turiaçu                     |                                                                  | Maranhão                                 | |
| Baía de Vitória                     |                                                                  | Espírito Santo                           | |
| Rio Pará                            | Satellitenbild des Mündungsgebietes Rio Pará                     | Pará                                     | Die tief ins Land greifende Meeresbucht zwischen der Amazonasmündung und dem weiter südöstlich gelegenen Mündungsgebiet des Rio Tocantins ist langgestreckt, etwa 4–20 Kilometer breit und rund 180 Kilometer lang. Sie entstand etwa im mittleren Holozän. |